# 甲賀忍法帖
『甲賀忍法帖』（こうがにんぽうちょう）は、山田風太郎が雑誌『面白倶楽部』（光文社）1958年12月号から1959年11月号まで連載した小説。忍法帖シリーズの第1作にあたる。連載終了直後の同年11月に同社から1冊の単行本化され出版された。

## 概要
シリーズ第1作であり、後の『魔界転生』や『柳生忍法帖』ほど大部ではなくシンプルではあるが、「風太郎忍法帖」の基本パターンは既に確立されている（ただし忍法の名前を詠唱する描写がない）。それぞれ独特の忍法能力を持つ個性的な20人の忍者（魔人とも称される）たちがその秘術を尽くして甲賀組対伊賀組の死闘を繰り広げる。
小説家の夢枕獏は「ストーリー上にチーム対決の要素を盛り込んだのは山田風太郎が初めてであり、山田風太郎という作家が漫画界に与えた影響は計り知れない」と評しており、今日「バトルもの」あるいは「能力バトルもの」に分類される日本の漫画アニメ系作品の始祖的な存在と言っても過言ではなく、日本のエンターテイメント界にとって極めて重要な作品である。
忍法帖シリーズ第1作である本作においては、他作品よりも特に強調される諸設定がある。超常忍法は、里主導で人間の血を配合しているという負の面を持つ。また甲賀卍谷と伊賀鍔隠れが致命的に仲が悪いとされ、敵の里への憎悪を教育する。そして戦国生き残りの甲賀・伊賀の里忍は、江戸の甲賀組・伊賀組を凌駕する「魔人」揃いであると言及される。後続作品では、このように忍法習得の過程にフォーカスが当たることは少なくなるものの、総じて忍者たちは権力者に利用されて無残に死んでいくという展開がパターン化している。

## あらすじ
甲賀卍谷と伊賀鍔隠れに潜む一族は、ともに服部半蔵に率いられる忍者群同士でありながら、源平の昔より数百年、互いに憎悪を抱く不倶戴天の敵同士でもあった。服部の統制下、両門争闘の禁制によりかろうじて和平を保っていた。そのような中、甲賀組の首領甲賀弾正の孫・弦之介と伊賀組の頭目お幻の孫娘・朧は恋仲にあり、両家の縁組がすめば長きに亘った甲賀と伊賀の確執も解けるかと思われた。
そんな事情を知ってか知らずか、慶長19年4月末、両首領を駿府城に呼び出した徳川家康と半蔵（2代目）が甲賀・伊賀の忍びに与えた使命は実に戦慄すべきものであった。徳川第3代将軍となる後継者選びに悩んでいた家康は、天海の提言を受け入れ、その選定を甲賀対伊賀の忍法争いによって決めることにしたのだ。
方法はそれぞれから10人ずつの「選手」を出し、最後まで生き残った者が託された巻物を再び家康の前に持ち帰ること。後継者は、伊賀が勝てば竹千代、甲賀が勝てば国千代と決まる。甲賀・伊賀とも選ばれた10人は皆、驚くべき肉体や技を持った者ばかり。そして、その中には祝言間近の弦之介と朧の名もあった…
開戦直後、まずは伊賀が先手を取り、伝令の甲賀者を殺して、巻物2巻の片方を焼却し残った唯一巻を独占する。副頭領の天膳が指揮を取り、争いを好まぬ朧にはあえて知らせないままとする。こうして甲賀は開戦そのものを知らぬまま、伊賀者の奇襲を受けることになる。
両陣営が何人もの犠牲者を出した後に、開戦の事実がついに甲賀弦之介の知るところとなる。弦之介は家康と半蔵に不戦の約定を解いた理由を問うべしと宣言し、仲間と駿府へと赴く。伊賀の天膳たちも甲賀一行を追撃する。

## 登場人物

### 甲賀卍谷衆
甲賀弦之介（こうが げんのすけ）
本作の主人公にして弾正の孫。彼に殺意を帯びて襲いかかった者を自滅させる「瞳術」の使い手。伊賀鍔隠れの朧とは恋人同士であり、甲賀と伊賀が手を取り合う未来を夢見ている。誠実で温厚な平和主義者だが、知らぬ間に多くの仲間が討たれていたことを知った際、襲い掛かかってきた伊賀衆を平然と皆殺しにするなど、容赦のなさも併せ持っている。
甲賀弾正（こうが だんじょう）
甲賀卍谷衆頭領。かつて伊賀のお幻とは恋仲だったが、彼女とは引き裂かれる運命にあった。長毒針の使い手。合戦の開始直後、お幻と相討ちとなり倒れる。
風待将監（かざまち しょうげん）
蜘蛛のような外見を持つ男。口から吐き出す痰は膠の粘着力をはるかに上回り、蜘蛛の糸のように操ることで、敵を絡め取ることが出来る。また、急ぐ時は両手両足を使って文字通り蜘蛛のように這い回り、直角の壁面に苦も無く張り付き駆け登ることが出来る。将監自身が痰の糸の粘りに絡め取られることはなく、むしろ足場として利用することすら可能であるなど、外見から戦闘スタイルに至るまで正しく蜘蛛のそれである。
鵜殿丈助（うどの じょうすけ）
弦之介の従者。丸々と太った体を持ち、柔軟性に富むその肉体はあらゆる衝撃を包み込んで吸収するため、直接攻撃はほぼ通用しない。また、弾性を活かしてスーパーボールの要領で跳ね回ることで高速移動を行う他、体を風船のように膨らませることで水に浮かんだり、一時的な飛翔すら可能。外面的には女好きでお調子者な性格だが、伊賀での酒宴中では大笑いしながらも内心では全く油断しておらず、伊賀方の幹部たちが出席していないことを訝しむ冷静な一面もある。
地虫十兵衛（じむし じゅうべえ）
四肢が無い異形の忍者。普段は駕籠に乗っているが、有事の際には腹に密生している蛇の鱗のようなものを利用し、並の忍者よりも遥かに速く移動することができる。また、喉奥に大型の槍の穂を仕込んでおり、それを食道の筋肉の特殊な動きで噴出する不意打ちを必殺の切り札とする。星占いが得意で、弾正の星に凶兆を見出し単独で駿府に向かう。
室賀豹馬（むろが ひょうま）
甲賀卍谷の重鎮で、弦之介を支える冷静沈着な参謀役。盲目だがその代わり他の感覚が発達しており、遠方の敵に対して人数、歩き方からの素性、殺気の有無まで察知できる。弦之介の瞳術の師であり、夜間のみ瞳が開き同等の術を使用出来る。
霞刑部（かすみ ぎょうぶ）
体毛の無い大柄な男。片腕でも人を容易く絞め殺せるほどの怪力を誇る。壁や地面などに自由に溶け込んで姿を隠すことができ、それを利用した攻撃が得意。
伊賀への潜入作戦では左衛門と行動を共にする。
如月左衛門（きさらぎ さえもん）
お胡夷の兄。温厚で物静かな男だが、任務のときは忍者らしい冷酷な面も見せる。他人の顔を自分の顔に写し取ってその人物に成り済ますことができ、声帯模写と併用して敵を欺く（体格もある程度変えられる様子）。斬り掛かってきた複数の侍の肘を手刀で一瞬で脱臼させるなど、体術の腕前も高い。
陽炎（かげろう）
女忍者。妖艶な美女だが、彼女が情欲に身を任せる時は吐息が猛毒を帯びるため、抱いた者は死に至る。弦之介を一途に想い、また本来は弦之助と同等の家柄のため結婚できるはずが、その体質のため弦之助とは決して結ばれないことを思い悩んでおり、同時に朧に深い憎悪と嫉妬を抱いている。
お胡夷（おこい）
左衛門の妹。豊満な体と無邪気な性格を持つ。ひとたび相手の皮膚に吸着すれば離さない肌を持ち、さらに口からは相手の血を吸い取り、たちまちの内にミイラにしてしまう。

### 伊賀鍔隠れ衆
お幻（おげん）
伊賀鍔隠れ衆頭領。かつて甲賀弾正とは恋仲だったが、2人が結ばれることは無かった。鷹を使役する。
朧（おぼろ）
お幻の孫。おっとりした温和な性格で、少しそそっかしいところがある。その性格のせいか忍術も剣術も体術もまったく身に付けることができなかったが、見るだけであらゆる忍法を強制的に破る「破幻の瞳」を生まれつき備えている。
小豆蠟斎（あずき ろうさい）
才槌頭で長い白髭を伸ばした小柄な老人。厳格で短気な性格。手足を自在に伸縮、屈折させることができ、触れるものを刃物のように切り刻む。
朱絹（あけぎぬ）
朧の世話役を務める女忍者。理知的で仲間想いな性格。皮膚から血を吹き出して霧を生み出し、敵の目をくらます。視力を失った小四郎の世話をする内に、次第に特別な感情を抱くようになる。
蓑念鬼（みの ねんき）
全身毛むくじゃらの男。棒術の使い手。髪の毛をはじめとする全身の体毛を伸ばしたり、或いは針のように硬化させたりすることができ、自由自在に動かして移動や攻撃などに威力を発揮する。伊賀一党の中で最も凶暴勇猛な男と言われ、不戦の約定を解かれたことを祝着にたえないと言い放つ自信家。血気に逸る行動を天膳に制止されることも多い。
夜叉丸（やしゃまる）
容姿端麗な若い忍者。実力は高いが、経験の浅さ故か迂闊な面もある。女の毛髪をより合わせ獣油を染み込ませた細い縄を武器とし、自在に操ることで鋭利な刃物の如く人間の肉を斬り裂く威力を生み出す。蛍火とは恋人同士。
蛍火（ほたるび）
若い女忍者。虫や小動物を使役し、大量の蝶を用いた幻術を得意としている。常に白い蛇を連れており、攻撃などに使うこともある。夜叉丸とは恋人同士。
雨夜陣五郎（あまよ じんごろう）
水死体のような風貌の中年の忍者で、伊賀鍔隠れ衆の参謀。ナメクジのように塩に溶けて、体を小さく縮めることが出来、更に水に浸かると元に戻るという特異体質を持つ。そのため海を極端に怖がっている。
薬師寺天膳（やくしじ てんぜん）
伊賀の副首領。170年以上も生きているはずだが外見は青年～中年のままで、何度殺されてもその度に蘇る不死の術を持つ。冷酷、卑劣な性格であり、伊賀の勝利のためには手段を選ばない。剣術の達人ではあるものの、その能力による慢心から初手では殺害されることが多い。しかしこれによって相手の忍術を見破り、再戦時に対応して相手を詰ませる戦法を得意とする。
筑摩小四郎（ちくま こしろう）
薬師寺天膳の子飼いの従僕。血の気は多いものの、実直な性格の若者で朧を慕っており、身分の低さもあって伊賀鍔隠れ衆で唯一朧を「姫様」と呼ぶ。大鎌を武器とするほか、吸息によって前方の虚空にカマイタチ（真空刃）を作り出し敵を内部から切り刻むという非常に強力な術を使う。

### その他
徳川家康（とくがわ いえやす）
大御所。3代将軍となる跡継ぎを決めるために甲賀と伊賀の不戦の約定を解いた張本人。
南光坊天海（なんこうぼう てんかい）
家康に忍法合戦を進言した徳川幕府のブレーン。
柳生宗矩（やぎゅう むねのり）
将軍家剣術指南役。冒頭の忍法上覧に徳川家重臣の1人として立会い、常識を超えた忍者の戦いに驚愕する。
阿福（おふく）
竹千代の乳母。伊賀衆の勝利のためにルール違反ながら助勢をする。後の春日局。

## 目録
1.  大秘事
2.  甲賀ロミオと伊賀ジュリエット
3.  破虫変
4.  水遁
5.  泥の死仮面
6.  人肌地獄
7.  忍法果し状
8.  猫眼呪縛
9.  血に染む霞
10. 魅殺の陽炎
11. 忍者不死鳥
12. 破幻刻々
13. 最後の勝敗

## 影響
同作の熱烈なファンに作家の中島らもがいる。著書によれば、10歳の時に親に買ってもらった甲賀忍法帖を帰宅して最後まで読み、あまりの面白さにその日の内にもう一度読んだという。後年になり作家になった中島らもは作者である山田風太郎と対談しているが、その時点で計18回も読み直していると発言している。

## 翻訳
山田風太郎の長編として唯一、英語版が2006年12月にデル・レイ社より発売された。また繁体字、簡体字両方において中国語版も発売されている。

## 漫画
- 貸本漫画時代に小山春夫により漫画化された（東邦図書出版社）。2016年にアップルBOXクリエートより復刻されている。原作とは登場人物が一部異なる。
- せがわまさきにより『バジリスク 〜甲賀忍法帖〜』という題名で漫画化され『ヤングマガジンアッパーズ』（講談社）で2003年から2004年まで連載された。原作におおむね忠実といえる内容（細かい違いはある）。2004年、第28回（平成16年度）講談社漫画賞一般部門を受賞。2005年にテレビアニメ化もされ放送された。その後パチスロ化もされ人気を博した。
- 浅田寅ヲによる『甲賀忍法帖・改』が2003年に『エース特濃』（角川書店）で連載、2004年に『コミック新現実』（角川書店）に掲載誌を移したが、同誌が2005年に休刊し、作品は未完。

## 映画
2005年に『SHINOBI-HEART UNDER BLADE-』（シノビ-ハート・アンダー・ブレイド-、仮称：忍-SHINOBI-）として映画化。人物設定の変更、原作と異なる展開と結末、忍法争い勃発に映画オリジナルの動機を追加など、大胆なアレンジが施されている。松竹映画としては珍しく、当時の若手人気タレントを多数起用している。

### スタッフ
- 監督：下山天
- コンセプトデザイン：山田章博
- 脚本：平田研也
- 撮影：近森眞史
- 美術：磯見俊裕
- 照明：渡邊孝一
- 録音：鈴木肇
- 編集：川瀬功
- 音楽：岩代太郎
- アクション監督：下村勇二
- 製作担当：森井輝
- 衣裳デザイン：小川久美子
- VFXプロデューサー：浅野秀二
- CGディレクター：林弘幸
- テクニカルスーパーバイザー：横石淳
- 主題歌：浜崎あゆみ「HEAVEN」（avex trax）
- 製作：「忍 SHINOBI」パートナーズ（松竹、日本テレビ放送網、讀賣テレビ放送、読売新聞、衛星劇場）

### キャスト
- 朧(伊賀)：仲間由紀恵
- 甲賀弦之介(甲賀)：オダギリジョー

- 蛍火(伊賀)：沢尻エリカ
- 夜叉丸(伊賀)：坂口拓
- 蓑念鬼(伊賀)：伊藤俊
- 薬師寺天膳(伊賀)：椎名桔平

- 陽炎(甲賀)：黒谷友香
- 室賀豹馬(甲賀)：升毅
- 筑摩小四郎(甲賀)：虎牙光揮
- 如月左衛門(甲賀)：木下ほうか/三好健児

- お幻(伊賀)：りりィ
- 甲賀弾正(甲賀)：寺田稔
- 柳生十兵衛：仁科克基
- 荷車を引く男：なべおさみ

- 柳生宗矩：永澤俊矢
- 服部半蔵正就：松重豊
- 南光坊天海：石橋蓮司
- 徳川家康：北村和夫